# Neje
At neje er en hilseform, hvor man med let bøjet hoved går ned i knæ med den ene fod foran den anden. Det er en ældre høflighedsgestus, der bliver brugt af kvinder som mænds bukken.